# 乔治六世国王大桥

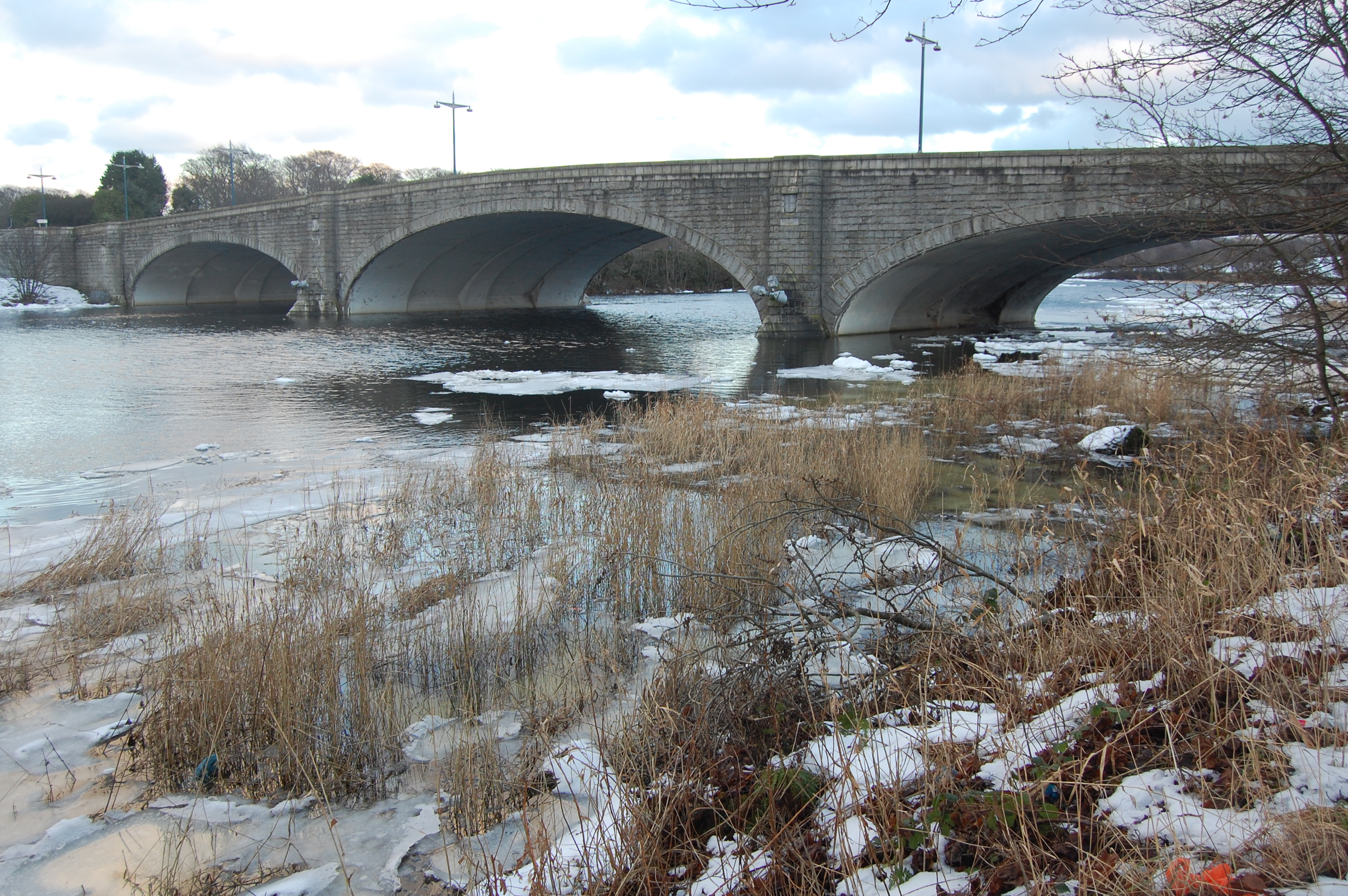
从西侧看国王乔治六世桥

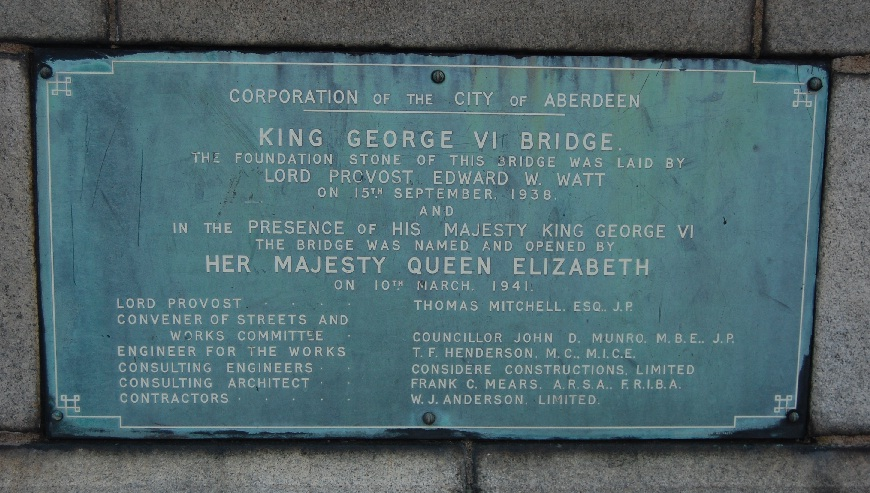
桥西侧的纪念匾

乔治六世国王大桥是苏格兰阿伯丁的一座跨过迪河的桥梁。1941年12月10日伊丽莎白二世与其丈夫出席了此桥的通车典礼，并以其父乔治六世的名字为此桥命名。
57°7′42.22″N 2°6′29.26″W / 57.1283944°N 2.1081278°W